# Darragh Ó Sé
Pour les articles homonymes, voir Ó Sé.
Darragh Ó Sé est un joueur de football gaélique du club de An Ghaeltacht GAA et du Comté de Kerry né le 1er avril 1975. Il joue milieu de terrain. Il exerce la profession d’agent immobilier. Darragh est le frère de deux autres joueurs célèbres, Tomas et Marc.
Darragh a toujours joué pour le Comté de Kerry, depuis les catégories de jeunes jusqu’à l’équipe première. Il joue pour la première fois dans l’équipe de Kerry en 1994 alors que son Comté est régulièrement dominé par son vieux rival de Cork
En 1996, son oncle Páidí Ó Sé devient le manager de l’équipe première. L’équipe du Kerry retrouve alors sa gloire passée. Ils sont de nouveau champions du Munster en 1996, mais se font battre en demi-finale du All-Ireland par l’équipe du Mayo. En 1997, le Kerry prend sa revanche en reportant le All-Ireland. Darragh O’Sé est alors un titulaire indiscutable de l’équipe et un des meilleurs joueurs d’Irlande.
En 1998, le Kerry perd en finale du championnat du Munster contre Kildare et en demi-finale du All-Ireland contre Cork.
Darragh O'Sé a été quatre fois All-Star pour ses performances avec Kerry GAA, en 2000, 2002, 2004 et 2006.

## Sa carrière sportive

### Avec An Ghaeltacht GAA
Darragh Ó Sé joue dans le club local, l’An Ghaeltacht GAA. Il y a connu de nombreux succès. Après avoir joué dans toutes les catégories de jeunes du club, il fait ses grands débuts en équipe Senior en 1992 et a participé à toutes les compétitions disputées par son équipe jusqu’à sa retraite sportive en 2010.  Il occupe le poste de milieu de terrain.
En 2000, an Ghaeltacht dispute la finale du championnat du Kerry pour la toute première fois. Ó Sé et ses coéquipiers sont les grands favoris de la partie, mais leurs adversaires Dr Crokes GAA ne s’en laissent pas conter et l’emportent finalement 1-4 à 0-6,.
En 2001 an Ghaeltacht tente de conjurer la défaite. L’équipe se ressert et réussit à se qualifier pour une deuxième finale consécutive. Cette fois leur adversaire est le club Austin Stacks GAA basé à Tralee. Ó Sé et ses coéquipiers, biens préparés et forts de leur expérience malheureuse de l’année précédente, l’emportent finalement sur le score de 1-13 à 0-10.
An Ghaeltacht perd son titre de champion du Kerry en 2003, mais l’année suivante, l’équipe de la péninsule de Dingle retrouvent la finale du championnat. Laune Rangers fournit l’opposition. Le match se termine sur un match nul 0-10 à 0-10. Le match d’appui organisé pour séparer les deux équipes se termine par une victoire d’An Ghaeltacht sur le score de 0-12 à 2-4. C’est sa deuxième victoire en trois ans. Cette victoire permet au club de participer au championnat du Munster. Une campagne brillante permet au club de disputer la finale contre St. Senan's GAA, un club du comté de Clare. La partie est très disputée, mais les footballeurs du Kerry l’emportent finalement sur le score de 1-8 à 1-6. C’est le premier titre de champion du Munster pour Ó Sé et ses équipiers.
An Ghaeltacht continue alors la compétition en championnat d’Irlande des clubs de football gaélique. Le jour de la fête de la Saint-Patrick, il dispute la finale à Croke Park contre Caltra GAC un club du Comté de Galway. Dara Ó Cinnéide rate pour les hommes du Kerry un but dans les derniers instants du match qui est finalement perdu d’un tout petit point 0-13 à 0-12.
La deuxième partie de la décennie, est beaucoup moins glorieuse pour Darragh Ó Sé et ses partenaires d’An Ghaeltacht GAA.